# Saab Arena

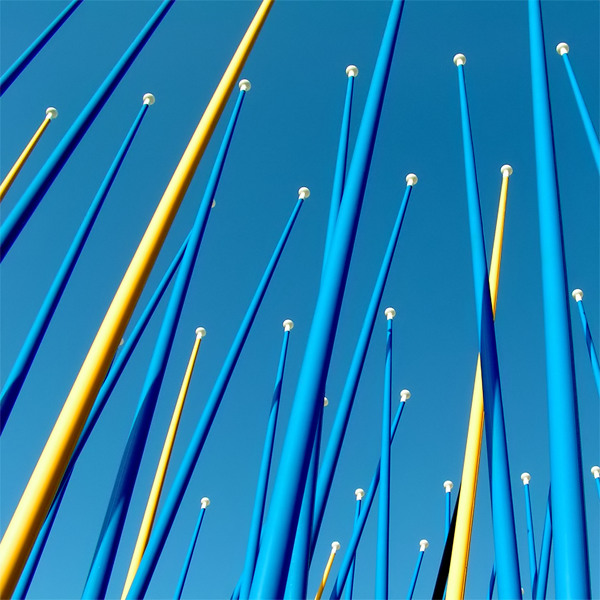
Flaggstängerna utanför arenan. Design av konstnären Kari Cavén.

Saab Arena, 2004–2014 Cloetta Center, är en evenemangsarena i Linköping, Östergötlands län. Den är belägen vid Stångebrofältet på Stångåns östra strand, nedströms från Linköpings centrum, på gångavstånd från resecentrum (buss- och järnvägsstationen). Arenans namn anspelar på företaget Saab AB.

## Historik
Arenan kostade totalt 249 miljoner kronor att uppföra. Livsmedelsföretaget Cloetta köpte upp namnrättigheterna till arenan och gav den namnet Cloetta Center. Namnet hade en dubbelmening eftersom Center var ett av företagets största märken. Arenan invigdes 2–5 september 2004 och det första evenemanget i arenan var en konsert med Lars Winnerbäck. 
En av huvudanledningarna till att arenan byggdes var att den skulle ersätta Stångebrohallen som hemmaarena för Linköpings Hockey Club (LHC). Från och med säsongen 2004/2005 spelas således LHC:s hemmamatcher i arenan. Första ishockeymatchen som spelades i arenan var mellan Linköpings HC och TPS Åbo den 5 september 2004, vilket slutade i vinst för Linköpings HC med 5-2 inför drygt 8 000 åskådare.
Den 10 juli 2013 meddelade Cloetta att man inte tänkte förlänga sitt avtal med arenan efter säsongen 2013/2014. Det innebar att arenan skulle få ett nytt namn från och med säsongen 2014/2015. Den 16 juni 2014 skrev LHC och Saab AB på ett sponsoravtal som innebar att arenan bytte namn till Saab Arena från och med den 1 juli 2014.
Kända musikartister som har spelat i arenan är bland andra Bryan Adams, Deep Purple, Europe, Jerry Lee Lewis, John Fogerty, Motörhead, Toto, W.A.S.P. och Whitesnake.[källa behövs]
Sju gånger har Melodifestivalsturnén besökt arenan: 2005, 2008, 2011, 2014, 2017, 2020 och 2023.

## Kapacitet
Arenan är byggd för större idrotts- och musikevenemang, med en byggnadsyta på mark på 7 400 m², och en inomhusyta på totalt 16 500 m² i fem plan. Arenan är 102 m lång, 78 m bred och 23,5 m hög. Publikkapaciteten för arenan är 8 190 (11 500 vid konserter).